# Franz-Liszt-Geburtshaus

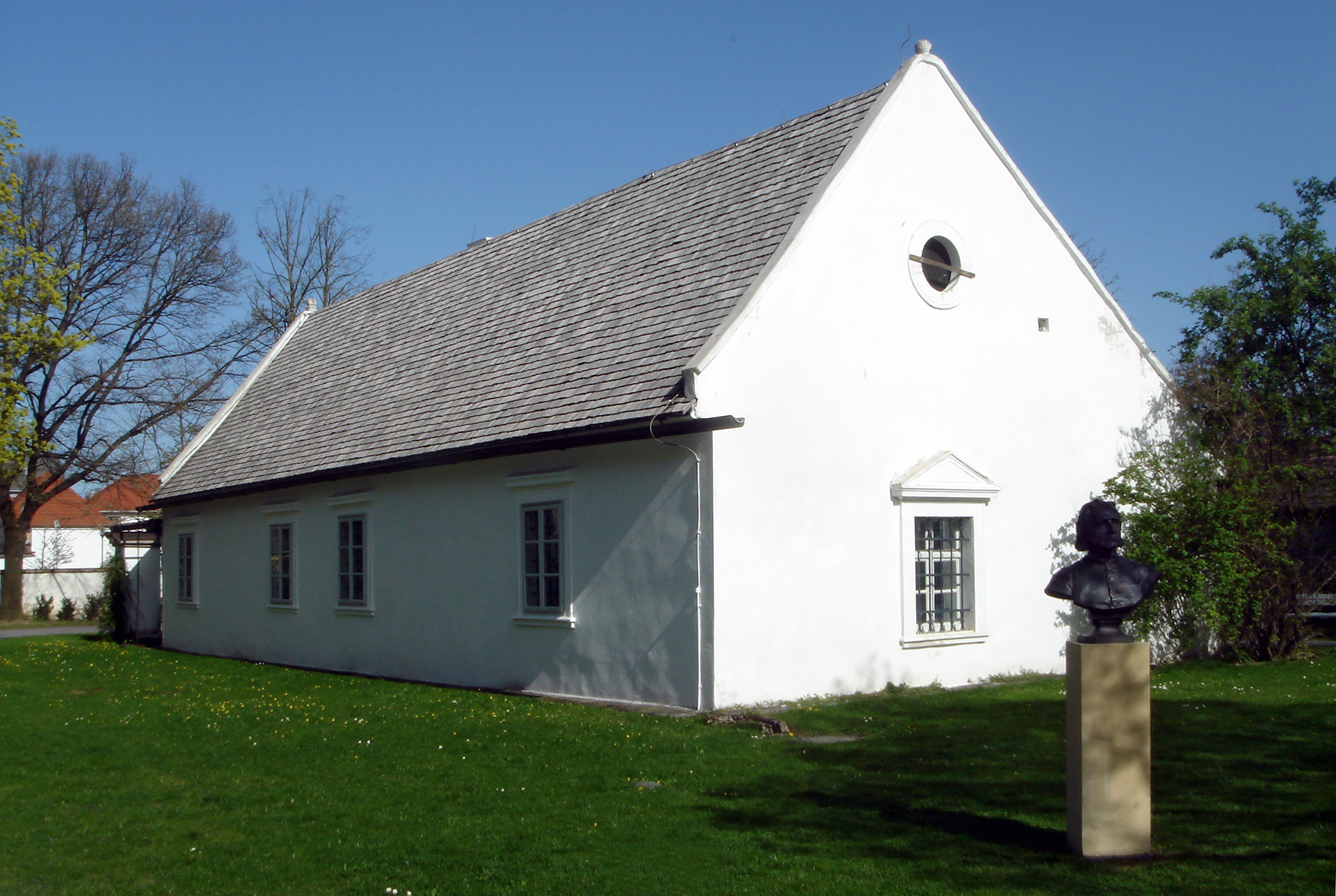
Franz-Liszt-Geburtshaus im April 2011 (dem Konzerthaus zugewandte Seite)

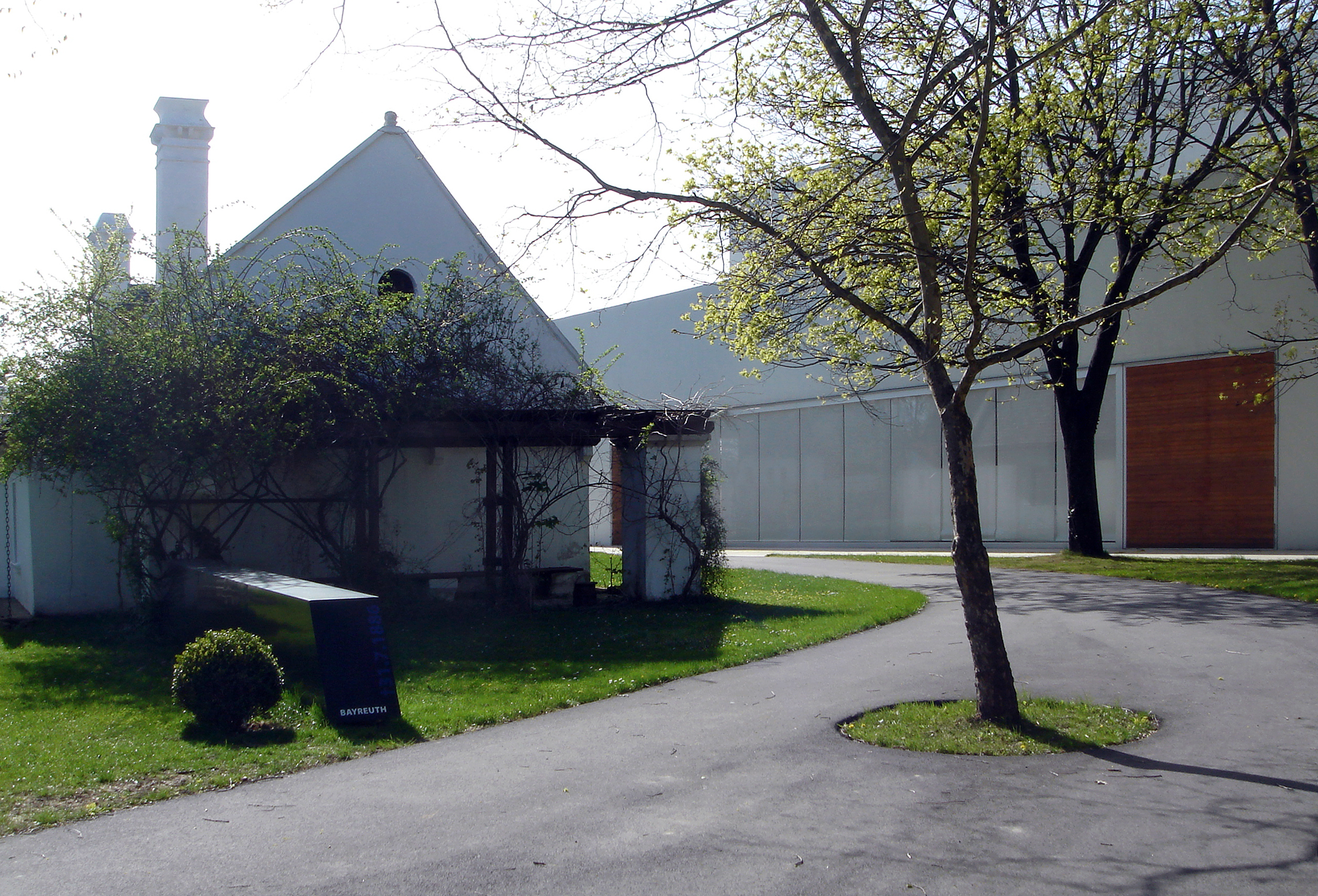
Anbindung Geburtshaus–Konzerthaus

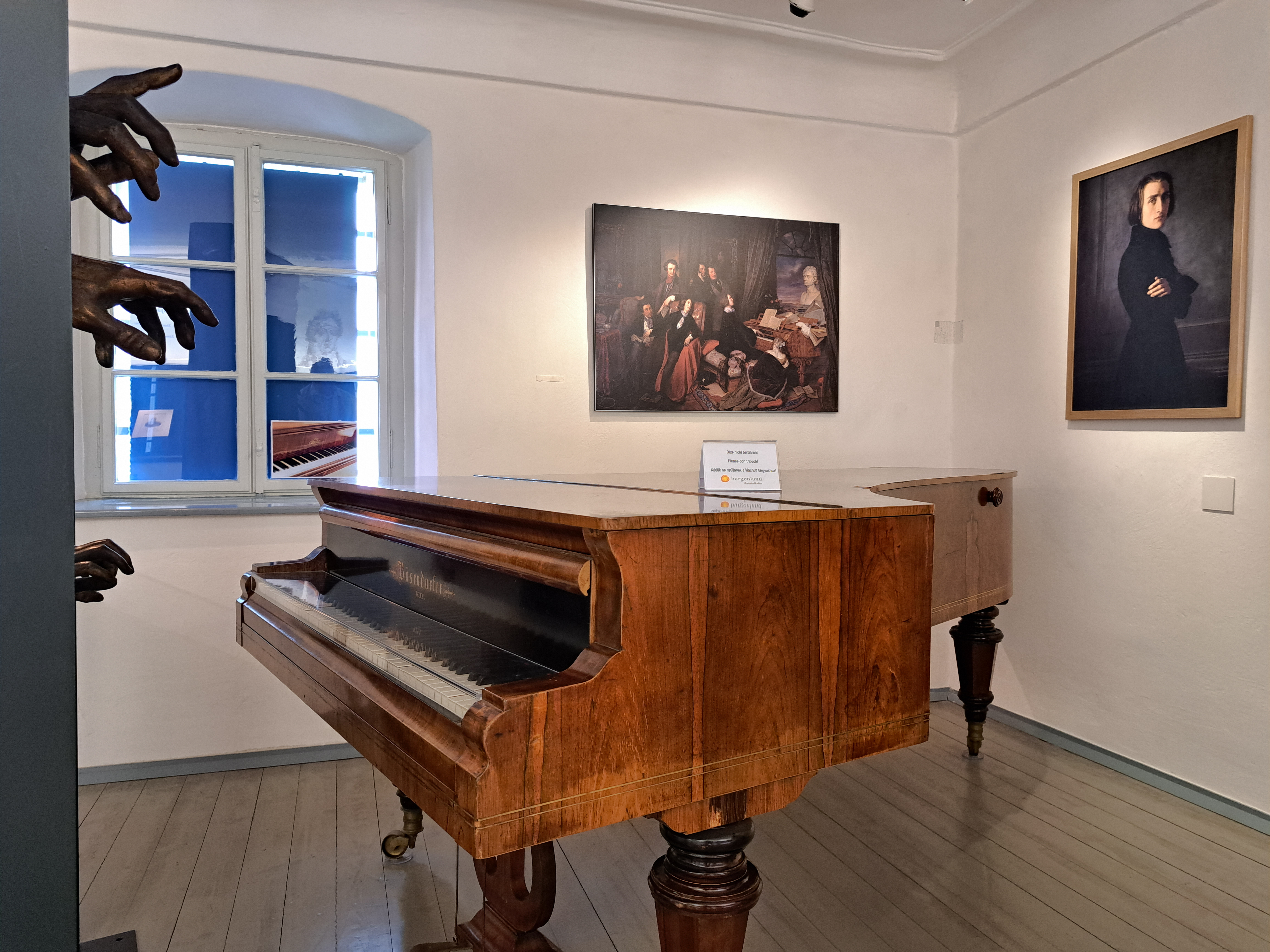
Geburtshaus, Museum

Das Franz-Liszt-Geburtshaus steht im Burgenland in Raiding in der Lisztstraße 46. Im Jahre 1911 wurde ein Museum zu Franz Liszt eröffnet und 2006 um ein Konzerthaus ergänzt.

## Geburtshaus
Das Gebäude war Teil eines Edelhofes, der laut Wappenstein und Inschrift an dem in die Liegenschaft Lisztstraße 46 führenden Rundbogenportal 1587 durch Georg Szeged errichtet und 1610/20 vergrößert wurde. Zwischen 1806 und 1808 von der Familie Esterházy erworben, wurden die Baulichkeiten als Esterházy’scher Meierhof weitergeführt. 
In alten Plänen ist nur das Zentralgebäude des Meierhofs, der „Edelhof“, als T-förmige Anlage dargestellt, die Nebengebäude erscheinen erst im Katasterplan von 1911. Dieser Baukomplex des Zentralgebäudes ging aus den beiden Curialgebäuden des Johann Illésy hervor, der um 1610/20 durch bauliche Umgestaltung des Edelhofes die tradierte T-Form entstehen ließ. Der heute noch existierende Gebäudeteil (der Wohntrakt wurde im 19. Jahrhundert demoliert) umfasst den letzten, drei Zimmer aufweisenden Abschnitt des rückwärts gerichteten (einen längsseitig vermauerten Arkadengang einschließenden) Gartentraktes. 
Das Haus beherbergte ab 1911 das Liszt-Museum. Nach Auflassung des Meierhofes im Jahr 1940 und nach dem Verkauf der Parzellen rund um das Liszthaus erfolgte ab 1949 die Renovierung bzw. Ausgestaltung und, am 7. Oktober 1951 im Beisein von Bundesminister für Unterricht Felix Hurdes (1901–1974), die (Wieder-)Eröffnung des dreiräumigen Hauses – nicht als Liszt-Museum, sondern – als Liszt-Gedächtnisstätte, in der die wenigen Original-Erinnerungsstücke, die aus der 1911 geschaffenen Sammlung noch verblieben waren, in Glaskästen zur Schau gestellt wurden. 1971 wurde die Liegenschaft von Paul Esterházy an die Gemeinde übertragen.
Nach umfänglicher Neugestaltung wurde das Geburtshaus am 27. April 1979 unter anderem im Beisein von Hans Walter Wild (1919–2001), Oberbürgermeister von Bayreuth, dem Sterbeort Liszts, als Franz-Liszt-Museum eröffnet.
Die Sammlung besitzt aus der alten Kirche die Orgel, ein kleines barockes Positiv, das 1840 im Auftrag von Franz Liszt repariert wurde. Dem Museum gehört eine 1867 vom Bildhauer Kaspar Zumbusch (1830–1915) geschaffene, 1925 aufgestellte Büste Franz Liszts. 
Das zu dem noch immer schindelgedeckten Haus weisende, mit Gitter versehene Rundbogenportal trägt auf dem Gesims, zwischen zwei seitlich aufgesetzten Pinienzapfen, eine Statue der Maria Immaculata. 

## Neugestaltung und Erweiterung
Ab November 2023 wurde das Geburtshaus umfassend saniert – dabei wurde auch eine originale Wandmalerei entdeckt – und das  Liszt Zentrum Raiding überdies um einen zeitgemäßen Zubau erweitert. Am 15. Mai 2025 wurde das Museum mit einer inhaltlich und konzeptuell grundlegend erneuerten Dauerausstellung wiedereröffnet. Unter dem Generalthema Le Concert c’est moi – das Konzert bin ich werden auf 250 Quadratmetern das musikalische Schaffen und die Persönlichkeit Franz Liszts anhand von rund 150 Exponaten präsentiert. Insgesamt wurden in Museum und Zubau 6,1 Millionen Euro investiert.

## Konzerthaus

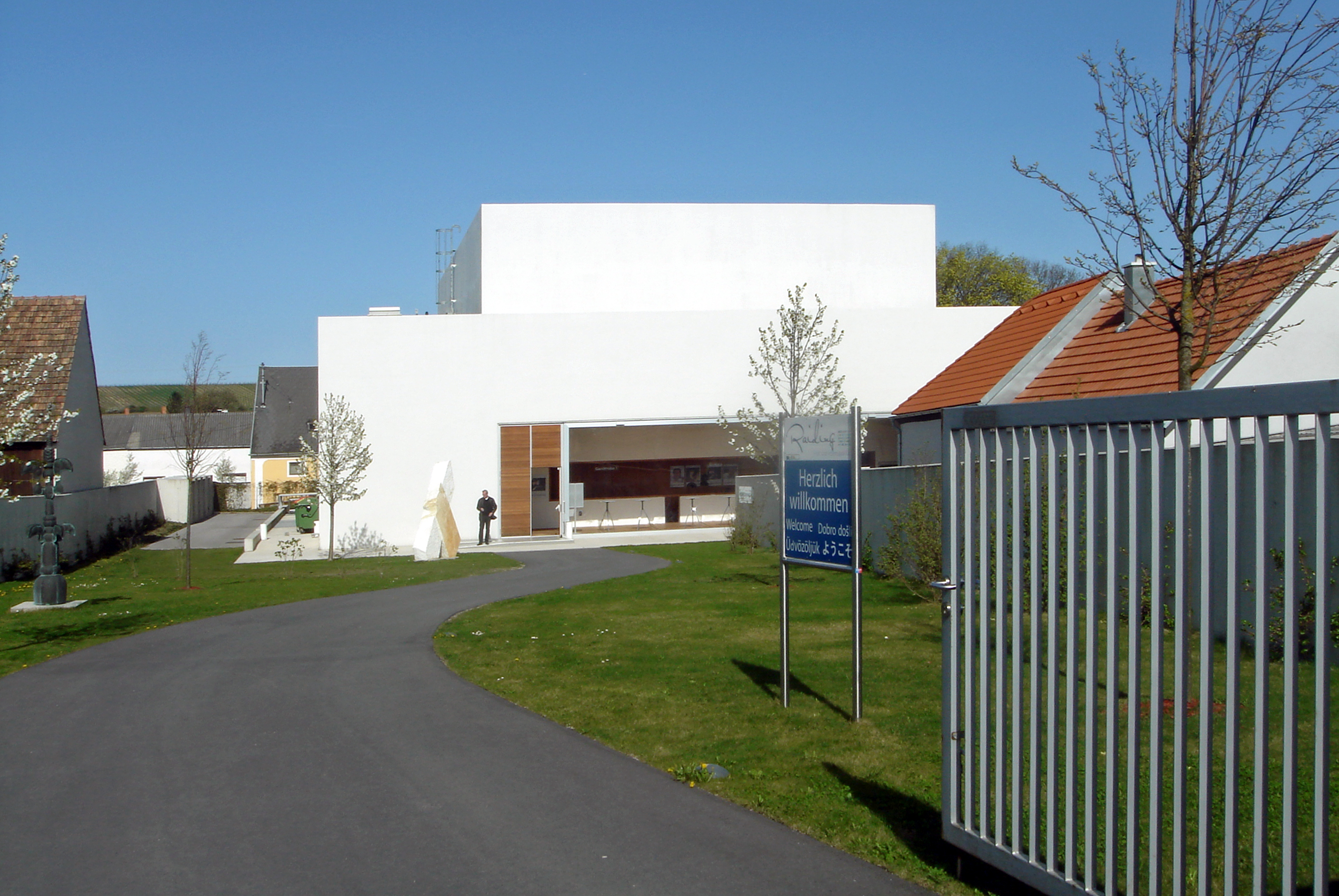
Konzerthaus des Lisztzentrums Raiding (Zugang: Meierhofweg 1)

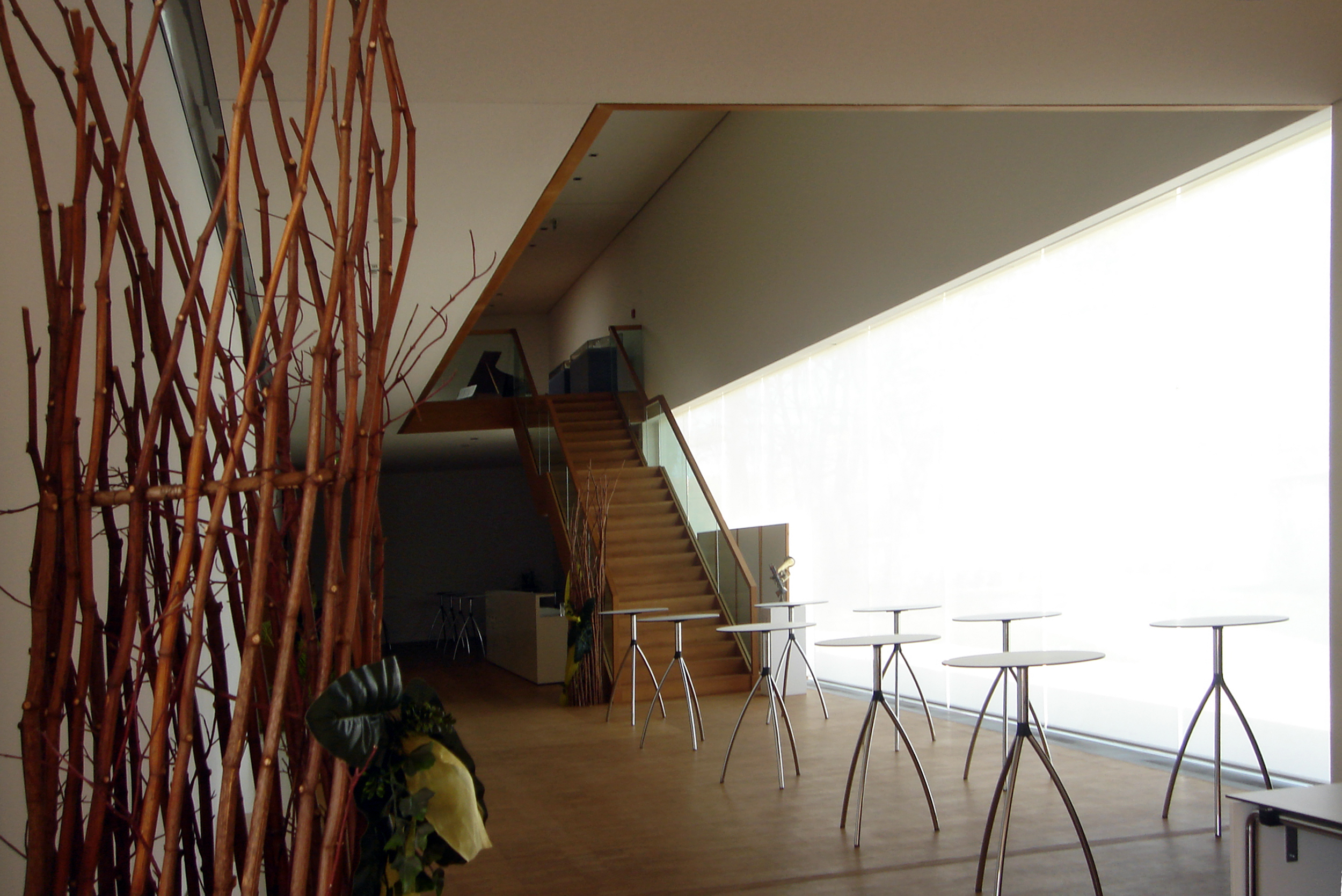
Konzerthaus, Aufgang zu den Rängen

Nach Projektauswahl der Franz-Liszt-Gesellschaft am 26. Jänner 2005, Spatenstich am 10. Juni 2005, wurde das Geburtshaus durch ein modernes Konzerthaus erweitert; seit damals firmiert die Anlage unter der Bezeichnung Lisztzentrum Raiding bzw. Liszt Zentrum Raiding. Mit der am 15. Oktober 2006 von Bundespräsident Heinz Fischer vorgenommenen Eröffnung wurde gleichzeitig ein einwöchiges Liszt-Festival gestartet.
Das 600 Besucher fassende Konzerthaus (Baukosten: 6,8 Mio. Euro) wurde nach den Plänen von Atelier Kempe Thill, errichtet und erhielt den Architekturpreis des Landes Burgenland 2008.